# Koszary w Tarnowie

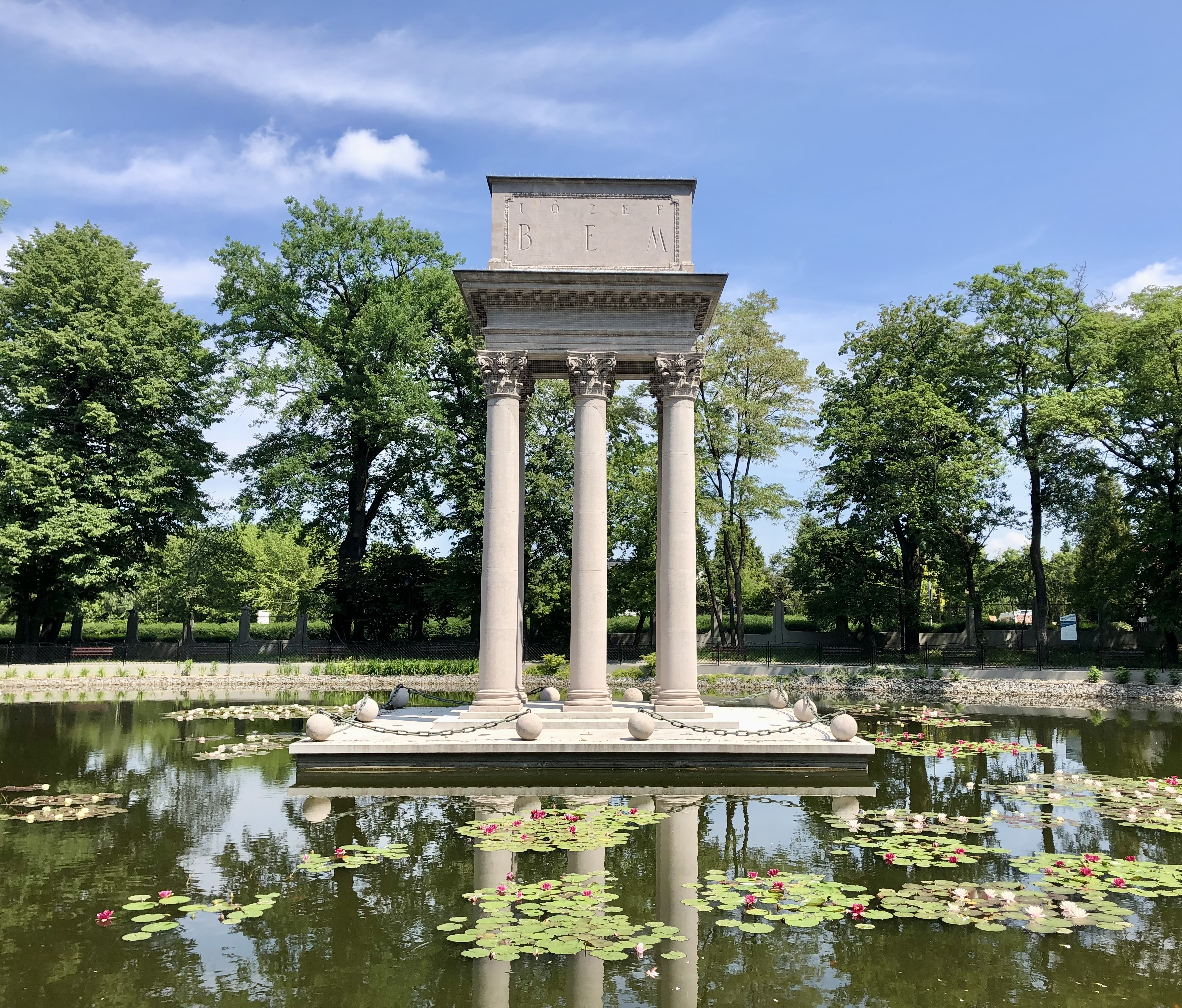
Mauzoleum generała Józefa Bema w Tarnowie

Koszary w Tarnowie – kompleksy koszarowe znajdujące się na terenie garnizonu Tarnów.
Przed I wojną światową stacjonował w nich austriacki 2 pułk ułanów oraz austriacki 57 pp (dowództwo i I batalion); w okresie II Rzeczypospolitej – 5 pułk strzelców konnych i 16 pułk piechoty, a po II wojnie światowej – 14 Kołobrzeski pułk piechoty (zmechanizowany).

## Charakterystyka
Na terenie garnizonu tarnowskiego funkcjonowało kilka kompleksów koszarowych. Były to między innymi koszary Kościuszki, Poniatowskiego i Żółkiewskiego. Rozkazem z 22 września 1922 Komenda Garnizonu Tarnów nadała nowe nazwy kompleksom nieruchomości wojskowych. Odtąd Koszary Poniatowskiego (koszary 2 i 3 szwadronu 5 psk) nosiły nazwę Kłuszyńskich lub Jazdy Kłuszyńskiej, Koszary Kościuszki (1 szwadron i szwadron zapasowy 5 psk) – gen. Dezyderego Chłapowskiego, Koszary Żółkiewskiego (budynek dowództwa 5 psk) – gen. Józefa Orłowskiego. Ostatecznie 5 psk opuścił koszary w Tarnowie 15 grudnia 1934 odchodząc do Dębicy, pozostawiając w koszarach Kościuszki swój szwadron zapasowy do końca sierpnia 1939.

### Koszary Kościuszki – Chłapowskiego
Jednym z nich był kompleks austriackich koszar położonych w rejonie ulic Szujskiego i Szkotnik. Składał się z jednego piętrowego budynku żołnierskiego o pojemności dwóch szwadronów, dwóch dużych stajni oraz kilku mniejszych budynków. Pojemność koszar szacowano na 162 ludzi i 220 koni. Do 1914 użytkowane były przez I/2 pułk ułanów.
Po wojnie polsko-bolszewickiej w Koszarach Kościuszki ulokowano dowództwo 5 pułku strzelców konnych i formalnie wyznaczono miejsca dla wszystkich podległych mu szwadronów przebywających jeszcze na froncie. W koszarach od 1919 przebywał też szwadron zapasowy 5 pułku strzelców konnych i 1 pułku ułanów. Na przełomie lutego i marca 1921 przyjechał z frontu I/5 psk i dołączył do szwadronów zapasowych w Koszarach Kościuszki. Dobudowano drugie piętro. W latach 30. XX w. dowództwo i większość pododdziałów 5 psk zmieniło swoje miejsce pobytu. W garnizonie tarnowskim, a konkretnie w Koszarach Chłapowskiego, pozostawał jedynie jego 2 szwadron. Po rozbudowie stacjonował w nich I batalion 16 pułku piechoty.

### Koszary Poniatowskiego – Kłuszyńskie

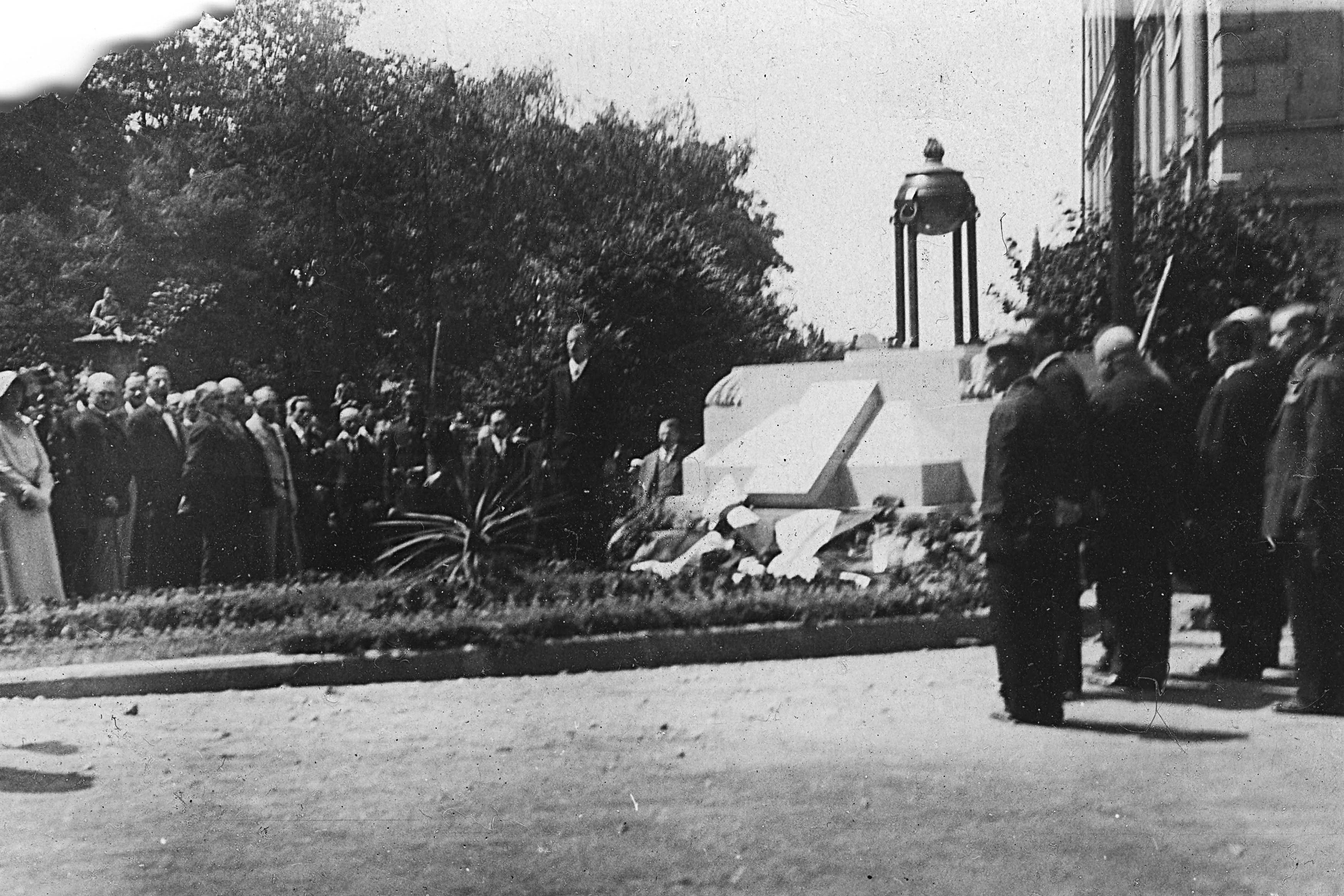
Pomnik Nieznanego Żołnierza w Tarnowie (przed 1939)

Kolejnym kompleksem koszarowym w Tarnowie były Koszary Poniatowskiego. Był to kompleks o prowizorycznej konstrukcji, wzniesiony z funduszy miejskich zimą 1887/1888. Przed 1914 zajmowała go część austro-węgierskiego 1/2 pułku ułanów. Był to podłużny koszarowiec na 300 ludzi, stojący wzdłuż al. Matki Boskiej Fatimskiej, a na zachód od niego, za obszernym placem ćwiczeń, bliżej ul. Goldhammera, znajdowały się cztery stajnie na 340 koni. Od północy i południa kwartał zamykało kilka mniejszych budynków. Jeszcze dalej na północ, za nieistniejącą obecnie ul. Poniatowskiego, znajdowała się kryta ujeżdżalnia.

23 kwietnia 1921 zakwaterowano w nim II/5 psk, a 10 maja przeniesiono do niego z Koszar Kościuszki szwadron zapasowy 1 pułku ułanów. 22 sierpnia do Koszar Poniatowskiego przeniesiono też dowództwo 5 psk i utworzono w nich pułkową szkołę ckm. 9 września 1923 w kompleksie uroczyście odsłonięto pomnik 5 pułku strzelców konnych zaprojektowany przez por. Tadeusza Ulejskiego, uzupełniony 8 czerwca 1929 tablicą pamiątkową z nazwiskami poległych i odznaczonych żołnierzy pułku. Jesienią 1934 koszary opuściły ostatnie pododdziały 5 pułku strzelców konnych. Ich miejsce w Koszarach Kłuszyńskich od 15 listopada zaczęły zajmować pododdziały 16 pułku piechoty. Po przeprowadzce 16 pp do innych koszar, w kompleksie pod koniec lat 30. stacjonował 9 batalion Junackich Hufców Pracy.

### Koszary Żółkiewskiego – Orłowskiego
Kolejny kompleks to obiekt u zbiegu ulic Bandrowskiego i Narutowicza. Wzniesiony około 1893, składał się z dużego budynku koszarowego o dość bogatym wystroju architektonicznym, małej oficyny gospodarczej oraz krytej ujeżdżalni, położonej po drugiej stronie ul. Narutowicza. Do 1914 stacjonowało w nim między innymi dowództwo austro-węgierskich: 24 Brygady Piechoty i dowództwo 2 pułku ułanów, I batalion 32 pułku piechoty Landwehry, a także szkoła jazdy konnej 11 Brygady Kawalerii. 

Po odzyskaniu niepodległości do tego obiektu (Koszary Żółkiewskiego) wprowadziło się w 1922 dowództwo 5 pułku strzelców konnych. Tam też urządzono kasyno oficerskie. 6 grudnia 1934 Koszary Orłowskiego przejął 16 pułk piechoty i stacjonowało tu prawdopodobnie dowództwo pułku.

### Po II wojnie światowej
Po II wojnie światowej nie kontynuowano tradycji nadawania nazw oficjalnych poszczególnym kompleksom koszarowym zastępując je nazwami obiegowymi. W Tarnowie przy ul. Mościckiego (tzw. „Dolne Koszary”) w latach 1947–1993 stacjonował 14 Kołobrzeski pułk piechoty (zmechanizowany), natomiast w „Górnych” wojsko stacjonowało dłużej.

### Czasy współczesne
Do czasów współczesnych (2019) przedwojenne koszary tarnowskie przeszły dość silną metamorfozę. Koszary Orłowskiego mieszczą obecnie Komendę Miejską Policji, a kryta ujeżdżalnia nie istnieje. Budynki Koszar Jazdy Kłuszyńskiej wyburzono, ale przetrwał pomnik 5 pułku strzelców konnych. W Koszarach Chłapowskiego zachowały się natomiast niemal wszystkie budynki, choć niektóre mocno przebudowane. Większość z nich pełni funkcje usługowe i handlowe. W Koszarach Górnych od 1998 funkcjonuje Państwowa Wyższa Szkoła Zawodowa w Tarnowie; od 1 czerwca 2023 Akademia Tarnowska.